# زخمی (فیلم)
زخمی فیلمی به کارگردانی کامران قدکچیان و نویسندگی محمد صالح علا محصول سال ۱۳۷۶ است.

## خلاصه داستان
مردی به نام یعقوب (جمشید هاشم‌پور) برای پشتیبانی از شاگرد یک قهوه‌خانه به نام جمیل درگیر ماجرایی می‌شود که در آن جمیل با ضربات چاقو زخمی می‌گردد و یعقوب او را به بیمارستان می‌رساند اما دیگر خیلی دیر شده است. ستوان عزیز تازه (محمد صادقی)، تا پیدا شدن قاتل اصلی، یعقوب را بازداشت و به زندان منتقل می‌کند. بعد از گذشت ده سال، یعقوب در پی عفو عمومی آزاد می‌شود و به دنبال پسرش یوسف، شهر را زیر پا می‌گذارد و در می‌یابد که ستوان عزیز تازه که حالا سرگرد شده بعد از مرگ مادر یعقوب (فرخ‌لقا هوشمند)، سرپرستی یوسف پسر خردسال او را به عهده گرفته است و حالا از یعقوب می‌خواهد که شهر را ترک کند. ولی در یک درگیری بین نیروی انتظامی و ندیم (جلال پیشواییان)) سرکردهٔ قاچاقچیان یوسف به گروگان گرفته می‌شود. همسر سرگرد عزیز (افسانه بایگان)، یعقوب را از ماجرا مطلع می‌سازد و یعقوب وارد ماجرا شده و پس از درگیری با ندیم، یوسف را آزاد می‌سازد و خود کشته می‌شود و یوسف هم هرگز مطلع نمی‌شود که یعقوب پدر واقعی‌اش بوده است.

## بازیگران
- جمشید هاشم‌پور
- محمد صادقی
- افسانه بایگان
- علیرضا جاویدنیا
- مینا فرامرزی
- جلال پیشواییان
- طیب شرافتی
- هوشنگ دیبائیان
- فرخ‌لقا هوشمند
- شبنم مقدمی
- سیروس کهوری نژاد
- شایان مغربی
- امیرحسین شکری
- حسین چرمچی
- پروین میکده
- محمد ذکریا
- مجید امانی زاده
- جعفر اکبری
- محمد آهنگرانی
- انوشیروان نعیمی
- اعلاء میرطالبی
- محمد احمدی
- حمید قانعی
- فرشاد خاتم نژاد
- بابک ظروفی هوشمند
- امیرحسین رهبری
- رحمان مقدم
- کریم نشاط
- حسین احمدی